# Nhóm Ananke
Nhóm Ananke là một nhóm gồm các vệ tinh tự nhiên dị hình chuyển động nghịch hành của Sao Mộc mà theo một quỹ đạo tương tự như vệ tinh Ananke và được cho là có cùng một nguồn gốc.
Bán trục lớn của chúng (khoảng cách từ sao Mộc) dao động từ 19.3 đến 22.7 Gm, độ nghiêng quỹ đạo từ 145.7° đến 154.8°, và độ lệch tâm quỹ đạo từ 0.02 đến 0.28.

Biểu đồ này mô tả những vệ tinh dị hình lớn nhất của sao Mộc. Vị trí của nhóm Ananke được minh họa bởi sự hiện diện của vệ tinh Ananke gần phía dưới. Một vị trí của một vật thể trên trục hoành sẽ cho thấy khoảng cách của nó với sao Mộc. Trục tung biểu thị độ nghiêng quỹ đạo. Độ lệch tâm quỹ đạo được biểu thị bởi các đường kẻ màu vàng minh họa khoảng cách tối đa và tối thiểu của một vật thể tới Sao Mộc. Các vòng tròn minh họa kích cỡ của các vật thể khi so sánh với những cái khác.

Các thành viên trung tâm gồm (từ lớn nhất cho tới nhỏ nhất):
- Ananke
- Praxidike
- Iocaste
- Harpalyke
- Thyone
- Euanthe

Hiệp hội Thiên văn Quốc tế (IAU) để dành những cái tên kết thúc bằng -e cho mọi vệ tinh nghịch hành, bao gồm các thành viên của nhóm này.

## Nguồn gốc

Biểu đồ này so sánh các thông số quỹ đạo và kích cỡ tương đối của các thành viên trung tâm của nhóm Ananke. Trục hoành minh họa khoảng cách trung bình của chúng tới Sao Mộc, và trục tung là độ nghiêng quỹ đạo của chúng, và những vòng tròn là chỉ kích cỡ tương đối của chúng

Biểu đồ này cho thấy một tầm nhìn rộng hơn so với biểu đồ trước, cho thấy cả những vệ tinh nhỏ khác tập trung gần với nhóm Ananke trung tâm.